# سيكلوبيندازول
سيكلوبيندازول Ciclobendazole طارد ديدان.